# ناتج الدم
ناتج الدم أو الناتج الدموي (بالإنجليزية: Blood product)‏ هو أي عنصر من الدم التي جمعت من الجهات المانحة للاستخدام في عمليات نقل الدم.
استخدام كل الدم هو غير مألوف في نقل الدم في الوقت الحاضر؛ معظم منتجات الدم يتكون من عناصر محددة مثل خلايا الدم الحمراء، وبلازما الدم، أو الصفائح.